# 세드릭 디 엔터테이너
세드릭 디 엔터테이너(Cedric the Entertainer, 1964년 4월 24일 ~ )라는 이름으로 활동하는 세드릭 앤토니오 카일스(Cedric Antonio Kyles)는 미국의 스탠드업 코미디언, 배우, 텔레비전 진행자, 제작자이다. 2019년 할리우드 명예의 거리에 입성하였다.

## 출연 작품

### 영화
- Ride (1998)
- The Smoker (2000) - 단편
- 오리지널 킹스 오브 코미디 (2000, The Original Kings of Comedy)
- 빅 마마 하우스 (2000)
- Kingdom Come (2001)
- 닥터 두리틀 2 (2001)
- 우리 동네 이발소에 무슨 일이 (2002)
  - 우리 동네 이발소에 무슨 일이 2 (2004)
  - 우리 동네 이발소에 무슨 일이 3 (2016)
- 엘리자베스 헐리의 못말리는 이혼녀 (2002)
- 참을 수 없는 사랑 (2003)
- 존슨 가족의 휴가 (2004, Johnson Family Vacation)
- 레모니 스니켓의 위험한 대결 (2004)
- 신혼여행자 (2005, The Honeymooners)
- 즐거운 경찰 (2005)
- 쿨! (2005)
- 샬롯의 거미줄 (2006)
- 코드 네임 - 클리너 (2007)
- 톡 투 미 (2007)
- 캐딜락 레코드 (2008)
- 웰컴홈 (2008)
- 스트리트 킹 (2008)
- All's Faire in Love (2009)
- 로맨틱 크라운 (2011)
- Phunny Business: A Black Comedy (2011) - 본인 (다큐멘터리)
- Grassroots (2012)
- Caught on Tape (2013)
- 헌티드 하우스 (2013)
  - 헌티드 하우스 2 (2014)
- 탑 파이브 (2014)
- 퍼스트 리폼드 (2017)
- A Fall from Grace (미정)

### 애니메이션 영화
- 아이스 에이지 (2002)
- 마다가스카 (2005)
  - 마다가스카 2 (2008)
  - 마다가스카 3: 이번엔 서커스다! (2012)
  - 매들리 마다가스카 (2013, Madly Madagascar)
- 비행기 (2013)
  - 비행기 2: 소방구조대 (2014)

### 텔레비전
- 지미 키멀 라이브! (2003-21)
- Up Close with Carrie Keagan (2007-08)
- 더 레이트 레이트 쇼 위드 크레이그 퍼거슨 (2007-14)